# Alexandre Angélique de Talleyrand-Périgord

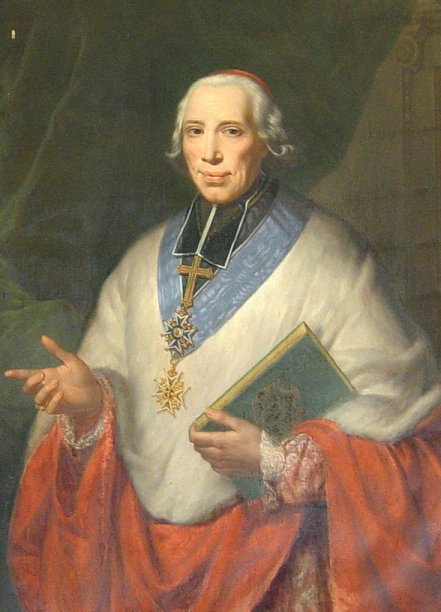
Alexandre Angélique Talleyrand-Périgord (Ölgemälde, ca. 1817)

Alexandre Angélique de Talleyrand-Périgord (* 16. Oktober 1736 in Paris; † 20. Oktober 1821 ebenda) war ein französischer Bischof und Staatsmann.

## Leben und Wirken

Kardinalswappen

Talleyrand war ein Onkel väterlicherseits des Staatsmannes und Diplomaten Charles-Maurice de Talleyrand-Périgord.
Talleyrand wurde am Collège Henri-IV de La Flèche, am Seminar von Saint-Sulpice und an der Faculté de droit in Reims theologisch und juristisch ausgebildet. 1761 wurde er zum Priester geweiht. 1762 bis zu seiner Bischofsweihe war er Generalvikar von Verdun.
Am 1. Dezember 1766 wurde er zum Titularerzbischof von Traianopolis in Rhodope und Koadjutorerzbischof von Reims ernannt. Am 27. Dezember 1766 fand die Bischofsweihe durch Charles-Antoine de la Roche-Aymon unter Assistenz der Bischöfe Jean de Roquelaure, Bischof von Senlis, und Joseph de Malidin, Bischof von Avranches, in der Kapelle des Priesterseminars St. Sulpice statt. Schließlich wurde er am 27. Oktober 1777 zum Erzbischof von Reims ernannt und auch Kommendatarabt im Kloster Cercamp.
1789 war Talleyrand einer der Vertreter des Klerus in den Generalständen. 1790 ging er ins Exil, das der emigré nacheinander in Aachen, Weimar und Braunschweig verbrachte. Da er das Konkordat von 1801 ablehnte, verzichtete er erst nach der bourbonischen Restauration 1815 am 8. November 1816 formell auf sein Amt. Während der „Hundert Tage“, Napoleons kurzzeitiger Rückkehr an die Macht, folgte Talleyrand, ein Befürworter der bourbonischen Monarchie, Ludwig XVIII. ins Exil nach Gent. Im Konsistorium vom 28. Juli 1817 wurde er von Papst Pius VII. zum Kardinal kreiert und am 1. Oktober 1817, fast 81-jährig, noch Erzbischof von Paris.